# Nick Zano
Nicholas Zano, detto Nick (Nutley, 8 marzo 1978), è un attore statunitense, noto per il ruolo di Vince nella serie Le cose che amo di te.

## Biografia
Zano è nato a Nutley nel New Jersey, da genitori di origini italiane ed irlandesi, e da bambino ha vissuto in Florida. Ha una sorella di nome Samantha. Mentre studiava alla Wellington High School ha partecipato a numerosi progetti teatrali e televisivi locali.

## Carriera
Dopo essersi diplomato, Zano si trasferisce ad Hanover, in Pennsylvania, dove ottiene un lavoro presso una piccola compagnia di produzione. In quel periodo è anche produttore associato di Living Position, un programma televisivo dedicato al World AIDS Day presentato da Lou Diamond Philips. Mentre lavorava in una boutique a Los Angeles è notato da un'impiegata di MTV che lo porta ad esordire in televisione come conduttore del programma MTV Movie House. Nel 2003, fa il suo debutto da attore ricoprendo il ruolo di Vince nella sit-com di The WB Le cose che amo di te interpretando l'interesse amoroso della co-protagonista della serie Amanda Bynes, dalla seconda stagione fino alla fine della serie. In seguito, Zano diventa conduttore e produttore esecutivo di un nuovo programma MTV, Why I Can't Be You?.
Negli anni successiva appare nei film My Sexiest Year, College e Beverly Hills Chihuahua. Nel 2009, Zano recita in The Final Destination 3D ed ottiene poi dei ruoli ricorrenti in numerose serie TV tra cui Cougar Town, Melrose Place, 2 Broke Girls, 90210 e Happy Endings.
Nel febbraio 2014, Zano ottiene un ruolo principale nella serie TV commedia di Liz Feldman e Ellen DeGeneres One Big Happy.
Nell'ottobre 2016 appare, nella serie tv dell'emittente the CW Legends of tomorrow, nel ruolo del supereroe "Comandante Acciaio" (Nate Heyewood).

## Vita privata
Zano ha avuto una lunga relazione con la cantante Haylie Duff dal dicembre 2007 al novembre 2011. Ha anche frequentato dal dicembre 2011 al giugno 2014 l'attrice Kat Dennings, conosciuta sul set di 2 Broke Girls.

## Filmografia

### Cinema
- Prova a prendermi (Catch Me If You Can), regia di Steven Spielberg (2003) - Non accreditato
- Il mio grasso grosso amico Albert (Fat Albert), regia di Joel Zwick (2004)
- My Sexiest Year, regia di Howard Himelstein (2007)
- College, regia di Deb Hagan (2008)
- Beverly Hills Chihuahua, regia di Raja Gosnell (2008)
- Radio Killer 2 - Fine della corsa (Joy Ride 2: Dead Ahead), regia di Louis Morneau (2008)
- The Final Destination 3D (The Final Destination), regia di David R. Ellis (2009)
- Una lozione d'amore (Scents and Sensibility), regia di Brian Brough (2011)
- 10 Years, regia di Jamie Linden (2011)
- Lost Luck, regia di Norman Gerard (2013)

### Televisione
- Le cose che amo di te (What I Like About You) – serie TV, 54 episodi (2003-2006)
- La forza dell'amore (Everything You Want) – film TV, regia di Ryan Little (2005)
- One Tree Hill – serie TV, episodio 2x16 (2005)
- Settimo cielo (7th Heaven) – serie TV, episodi 11x15-11x17-11x20 (2007)
- Ernesto – film TV, regia di Mark Buckland (2008)
- Operating Instructions – film TV, regia di Andy Tennant (2009)
- Cougar Town – serie TV, 5 episodi (2009)
- Melrose Place – serie TV, 5 episodi (2010)
- La vita segreta di una teenager americana (The Secret Life of the American Teenager) – serie TV, episodi 3x12-3x26 (2010)
- Drop Dead Diva – serie TV, episodio 3x01 (2011)
- Amori, affari e Babbo Natale (Desperately Seeking Santa) – film TV, regia di Craig Pryce (2011)
- 2 Broke Girls – serie TV, 10 episodi (2011-2012)
- 90210 – serie TV, 6 episodi (2012)
- Happy Endings – serie TV, 8 episodi (2012-2013)
- Mom – serie TV, episodi 1x16-1x17 (2014)
- I miei peggiori amici (Friends with Better Lives) – serie TV, episodio 1x04 (2014)
- One Big Happy - serie TV, 6 episodi (2015)
- Minority Report - serie TV, 10 episodi (2015)
- Legends of Tomorrow - serie TV, (2016-2022)
- Arrow - serie TV, episodio 5x08 (2016)
- Obliterated - Una notte da panico - serie TV, 8 episodi (2023)

## Doppiatori italiani
Nelle versioni in lingua italiana dei suoi lavori, Nick Zano è stato doppiato da: 
- Fabrizio Vidale in Le cose che amo di te, 2 Broke Girls, 90210
- Marco Vivio in Cougar Town, Happy Endings, Minority Report
- Alessandro Rigotti in La forza dell'amore, Legends of Tomorrow, Arrow
- Lorenzo Scattorin in Radio Killer 2 - Fine della corsa
- Stefano Crescentini in The Final Destination
- Francesco Bulckaen in La vita segreta di una teenager americana
- Gabriele Sabatini in Obliterated - Una notte da panico
- Simone Crisari in Drop Dead Diva